# Fet-Mats
 (mars 2017).
Si vous disposez d'ouvrages ou d'articles de référence ou si vous connaissez des sites web de qualité traitant du thème abordé ici, merci de compléter l'article en donnant les références utiles à sa vérifiabilité et en les liant à la section « Notes et références ».

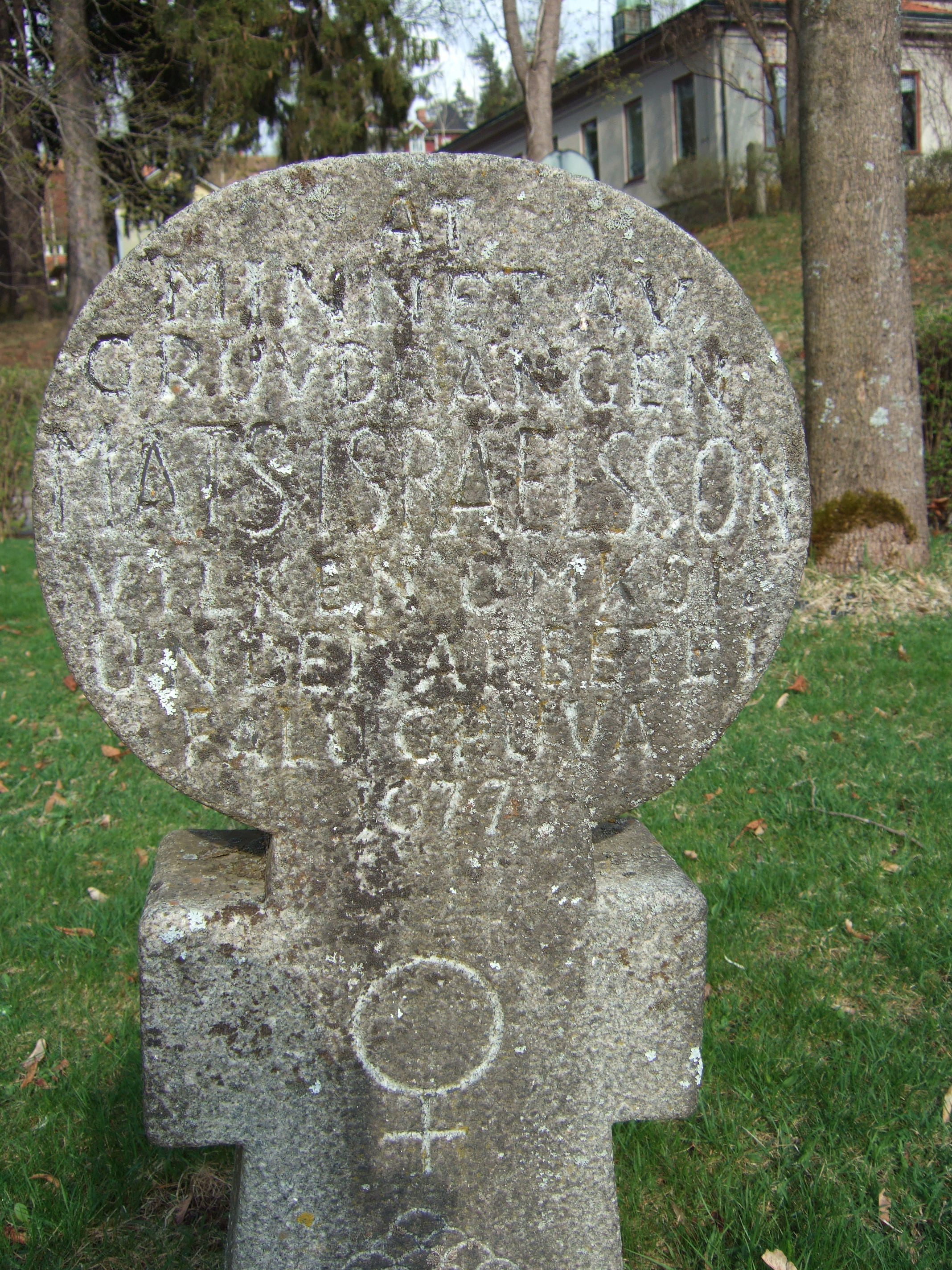
Tombe de Fet-Mats à Falun.

Fet-Mats, qui signifie « Mats le gros » en suédois, était un mineur disparu en 1677 dans la grande montagne de cuivre de Falun.
Une quarantaine d'années plus tard, en 1719, le corps d'un mineur a été trouvé en un état qui suggérait qu'il était mort depuis peu[pas clair], mais aucun mineur n'avait disparu dans les semaines avant la découverte du corps et personne de la gestion de la mine n'a reconnu le corps. Lorsque le corps a été sorti de la mine, une vieille femme qui s'appelait Margareta Olsdotter l'a reconnu comme son fiancé Fet-Mats, dont le corps avait été conservé par le sulfate de cuivre.
Le corps de Fet-Mats a été placé dans une vitrine à la mine pendant 30 ans, puis enterré à l'intérieur de l'église de Stora Kopparbergs kyrka. Lors d'une rénovation de l'église dans les années 1860, le corps a été retrouvé et de nouveau mis en vitrine jusqu'en 1930 lorsqu'il a été enterré dans le cimetière de l'église.
L'histoire de Fet-Mats a inspiré le récit Les Mines de Falun, publié en 1819 par E.T.A. Hoffmann.